# هوتاماکی
هوتاماکی (انگلیسی: Huhtamäki) شرکت بسته‌بندی فنلاندی است، که در سال ۱۹۲۰ تأسیس شد.